# Иоанн VI Кантакузин
Иоа́нн VI Кантакузи́н (греч. Ἰωάννης ΣΤ΄ Καντακουζηνός; около 1293, Константинополь — 15 июня 1383, Мистра) — император Византийской империи в 1347—1354 годах. Единственный византийский император, который оставил после себя подробные автобиографические записи. Владел турецким языком. Во внешней политике в борьбе с османами и сербами Кантакузин опирался на эгейских турок эмира Орхана, которые, впрочем, сами начали селиться во Фракии, где беспощадно грабили греческое крестьянство, превратив подступы к Константинополю в «скифскую пустыню», о чём написал и сам император. По этой причине империя вскоре потеряла Адрианополь, о чём император в своих хрониках стыдливо умалчивает, хотя и выражает чувство вины за турецкое нашествие и перед смертью пишет полемическое сочинение против магометан и язычников.

## Биография
Иоанн принадлежал к влиятельному и состоятельному роду Кантакузинов, известного с начала XII века. Его отец, имя которого неизвестно, умер в 1294 году во время пребывания на посту наместника Мореи. Не знавший отца, Кантакузин редко упоминал его в своих воспоминаниях. С самого начала Иоанн воспитывался своей матерью, Феодорой Палеологиней Ангелиной Кантакузиной, которая оказала на него большое влияние. Также как и её муж, Феодора принадлежала к высшей византийской аристократии: по предположению Франца Тиннефельда, она была внучкой великого доместика Никифора Тарханиота и его жены Марии, сестры императора Михаила VIII Палеолога. По словам самого Кантакузина, он обучался военному искусству у своего дяди Ангела, считавшегося выдающимся военным. Уже начиная с юных лет он стал близким другом Андроника, внука императора Андроника II Палеолога.
Впервые Кантакузин упоминается в источниках в 1320 году, когда Андроник Младший был лишён своим дедом прав на престол. В тот момент Иоанн занимал пост великого папии и проживал в Каллиполе. В апреле 1321 года Андроник II повелел Кантакузину отправиться в Морею и занять пост наместника этого региона. Иоанн, однако, отказался подчиняться императорскому приказу, сославшись на связанные с Мореей дурные воспоминания, ведь именно там умер его отец. Взамен царь предложил Кантакузину управление Фессалией, на что тот ответил согласием. В качестве наместника Фессалии Кантакузин мог осуществлять командование над многочисленными войсками, которые были собраны там для защиты от каталонцев.
Тем не менее, в должность Кантакузин так и не вступил; вместо этого 16 апреля он уехал в Адрианополь, где начал формироваться заговор в поддержку притязаний Андроника Младшего. Отдельные заговорщики желали немедленно пойти на Константинополь, однако Иоанн считал, что достаточно лишь пригрозить нападением на столицу, и в, конце концов, его точка зрения восторжествовала. Андроник Старший не стал испытывать судьбу и согласился начать переговоры. В начале 1321 года в городе Ригии был заключен мирный договор, по которому империя разделялась между дедом и внуком.
Гражданская война возобновилась в декабре того же года, когда Сиргианн Палеолог, один из главных сторонников Андроника Младшего, перебежал к старому императору. Финансовое положение Андроника Младшего в это время было настолько катастрофическим, что Иоанну и его матери приходилось платить наёмникам из собственных средств. Мелкие столкновения продолжались до середины июля следующего года, когда в Эпиватах двум сторонам удалось достичь компромисса.
О деятельности Иоанна в промежутке между 1322 и 1327 годами известно не так много. В 1323 году он сначала оборонял границы империи от болгарского царя Михаила Шишмана, а затем вместе с Андроником Младшим разбил армию монголов в долине Марицы. После коронации Андроника Младшего в 1325 году Иоанн, получивший звание великого доместика, предпринял поход в Вифинию против турок-османов, но особых успехов не добился.
В период царствования Андроника III (1328—1341) Иоанн заправлял многими делами императора. Он инициировал строительство большого количества кораблей, чтобы сделать Византию менее зависимой от генуэзцев и венецианцев. Иоанн руководил военными действиями против сербов, а в 1337 году присоединил к империи Эпирский деспотат, который впрочем удержался в её составе лишь 7 лет из-за усиления Сербского царства.
После смерти Андроника в 1341 году престол перешёл к его малолетнему сыну Иоанну V Палеологу, при котором Иоанн Кантакузин стал регентом. Однако против него был организован заговор, во главе которого стояли старый враг Кантакузина, великий дука флота Алексей Апокавк, патриарх Иоанн и даже императрица-мать Анна Савойская. Имения регента были конфискованы, его друзья и близкие оказались в тюрьме, но сам он, объявленный предателем, избежал опасности, укрывшись в городе Дидимотике. Там 26 октября 1341 года сторонники провозгласили Иоанна Кантакузина императором.
В начавшейся затем гражданской войне Кантакузин первое время терпел неудачи. В 1342 году ему пришлось укрыться в Сербии. Весной 1343 году Иоанн попытался взять Фессалоники, но был разбит и вновь бежал в Сербию. В то же время болгары осадили Дидимотику, где находилась жена Иоанна, императрица Ирина. Но, когда Кантакузин был на грани полного поражения, ему на помощь явился айдынский эмир Умур,который с 30-тысячной армией и флотом из 300 кораблей отогнал болгар и поддержал наступательные действия Иоанна. Летом 1345 году в руках врагов Кантакузина оставались Константинополь, Фессалоники и полуостров Галлиполи. Однако в это время Умур вынужден был вернуться с армией в Малую Азию отражать нападение крестоносцев, но Иоанн Кантакузин быстро нашёл нового союзника в лице османского эмира Орхана, с которым он породнился, отдав ему в жёны свою дочь Феодору. При поддержке турок Иоанн Кантакузин 3 февраля 1347 года вошёл в Константинополь. Турецкая поддержка дорого обошлась самой империи, что впоследствии признал и сам император, который наивно пытался установить с турками только деловые отношения. На деле многие из турецких наёмников так и остались во Фракии грабить греческие города и деревни и в 1350-х годах присоединились к османам, отбив у Византии её последний тыл.
Анна Савойская согласилась на мир, по условиям которого Иоанн V Палеолог и Иоанн VI Кантакузин становились соправителями, причём на ближайшие десять лет верховную власть получал Кантакузин. Дочь Иоанна VI, Елена, была отдана замуж за его соправителя, Иоанна V. Византия была разорена гражданской войной, а летом 1347 года в дополнение к этому началась эпидемия чумы, унёсшая жизни трети населения империи, включая тринадцатилетнего сына императора Андроника. В 1349 году генуэзцы воспользовались бедственным положением ромеев и захватили их земли у своей колонии Галата, окружили их укреплениями и сожгли в гавани византийские галеры. Иоанн VI обложил граждан податью, чтобы построить новые галеры, но генуэзцы в первом же бою их захватили. Тогда императору пришлось призвать на помощь венецианцев, которым за помощь были обещаны торговые привилегии. Однако флот Генуи разбил флот Венеции, и Иоанну пришлось заключать с генуэзцами мир, по которому они получили и захваченные земли и торговые привилегии.
В 1352 году Иоанн V Палеолог восстал против соправителя, попытался захватить Адрианополь, а потом бежал в Дидимотику. Для подавления восстания Кантакузин обратился за помощью к османам, на оплату которым ушла вся казна, церковная утварь и даже деньги, пожертвованные московским князем Симеоном на ремонт Софийского собора. Палеолог был разбит и бежал на остров Тенедос. Турки же в 1353 году заняли на Галлипольском полуострове крепость Цимпе, обещанную императором в уплату за помощь, а ещё через год воспользовались случаем и заняли соседнюю крепость Галлиполи, стены которой разрушились в результате Фракийского землетрясения.
Иоанн вёл с Орханом переговоры, пытаясь выкупить захваченные турками фракийские крепости, но безуспешно — османы уже заселяли оккупированные территории своими соплеменниками. В 1353 году Иоанн VI сделал соправителем своего сына, Матфея, и отдал ему в удел Адрианополь. В ноябре 1354 года Иоанн Палеолог с отрядом из 2000 человек вернулся в Константинополь. Кантакузин под давлением горожан, недовольных его уступками туркам, отрёкся от престола и постригся в монахи под именем Иоасаф Христодул. В монастыре он написал «Историю», охватывающую период с 1320 по 1356 годы, где описал в том числе события, в центре которых был сам. Несмотря на тенденциозность, «История» относится к числу лучших византийских сочинений этого жанра. Ещё в бытность свою императором, как ярый сторонник исихазма и близкий друг Григория Паламы, Иоанн Кантакузин, видимо, покровительствовал не только монахам-исихастам, но и монастырю Ватопед (где по преданию и принял монашество), о чём свидетельствуют его дары (иконы и книги), среди которых, хранящаяся до сегодняшнего дня, важная христианская реликвия — Пояс Пресвятой Богородицы.

## Семья
Иоанн Кантакузин был женат на Ирине Асень, дочери морейского наместника Андроника Асеня, внучке болгарского царя Ивана Асеня III и Ирины Палеолог. Известны следующие их дети:
1. Матфей, соимператор Византии в 1353—1357 годах, позднее деспот Мореи
2. Мануил, деспот Мореи
3. Андроник, умер во время эпидемии чумы в 1347 году.
4. Мария, отдана замуж за Никифора II Орсини, правителя Эпира
5. Феодора, отдана замуж за османского эмира Орхана
6. Елена, отдана замуж за императора Византии Иоанна V Палеолога

## Иоанн VI Кантакузин в искусстве
- Стоян Загорчинов «День последний» (1934; рус. пер. 1955)
- Дмитрий Балашов «Ветер времени» (1987) из цикла «Государи Московские»
- Бертрис Смолл «Адора» (1980; рус. пер. 1995)
- Фаина Гримберг «Хей, Осман!» (2004)